# Archaeogomphus infans
Archaeogomphus infans är en trollsländeart som först beskrevs av Friedrich Ris 1913.  Archaeogomphus infans ingår i släktet Archaeogomphus och familjen flodtrollsländor. Inga underarter finns listade i Catalogue of Life.